# صدف‌های تخم‌مرغی
صدف‌های تخم‌مرغی (نام علمی: Laevicardium) نام یک سرده از تیره صدف راه‌راه است.